# Каменская Слобода (Черниговская область)
Ка́менская Слобода́ (укр. Кам'янська Слобода) — село в Новгород-Северском районе Черниговской области Украины. Население — 410 человек. Занимает площадь 1,55 км². Расположено на реке Пятна.
Почтовый индекс: 16021. Телефонный код: +380 4658.

## Власть
Орган местного самоуправления — Каменско-Слободский сельский совет. Почтовый адрес: 16021, Черниговская обл., Новгород-Северский р-н, с. Каменская Слобода, ул. Независимости, 20.